# Karl Imhof (Künstler)

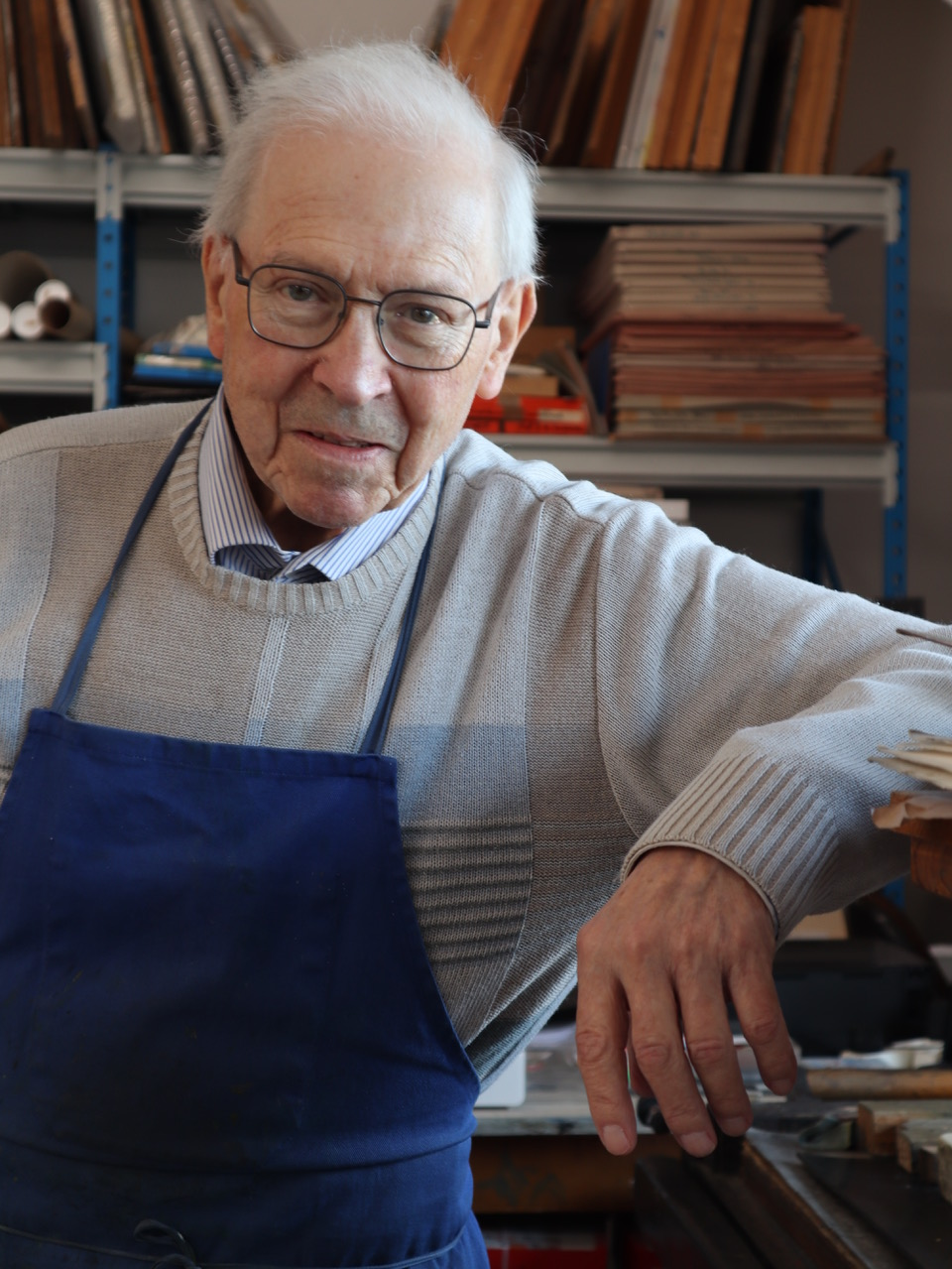
Karl Imhof in seinem Münchner Atelier, 2024

Karl Imhof (* 15. Mai 1940 in München) ist ein deutscher Maler, Grafiker und Schriftsteller.

## Leben und Wirken
Von 1959 bis 1965 studierte Karl Imhof Malerei und Grafik an der Akademie der Bildenden Künste München bei Franz Nagel und Kurt P. Lohwasser. In den Jahren 1965 und 1966 war er in Paris, wo er im Atelier für Radierung von Johnny Friedlaender arbeitete. 1978 gründete er zusammen mit Ingrid Imhof in München die D.P. Druck und Publikations GmbH, ein Atelier für Druckgrafik mit Verlag für Künstlereditionen. Seit 1989 verfasst er Sprechstücke, die er in szenischen Lesungen vorträgt. Von 1990 bis 2005 hatte er eine Professur für Lithografie an der Akademie der Bildenden Künste München inne.
Karl Imhofs künstlerisches Werk ist gekennzeichnet durch die Überlagerung verschiedener Farbauszüge in vielfältigen Variationen. Es wird der konkreten und informellen Kunst zugeordnet. „In meinem bildnerischen Werk sowie in den Sprechstücken sind meine Intuitionen in Form und Farbe und den Möglichkeiten der Sprache realisiert.“
Imhofs D.P. Druck und Publikations GmbH druckte u. a. für und mit Eduardo Arroyo, Gerd Dengler, Anke Doberauer, Günther Förg, Franz Hitzler, Manfred Hollmann, Jörg Immendorff, Olav Christopher Jenssen, Axel Kasseböhmer, Barry Le Va, Markus Lüpertz, Hermann Nitsch, A. R. Penck, James Reineking, Fred Sandback, Rudi Tröger, Arnulf Rainer, Jerry Zeniuk und Bernd Zimmer. 2024 schenkte Karl Imhof dem Zentralinstitut für Kunstgeschichte in München neben Exemplaren seiner eigenen Künstlerbücher auch bei der D.P. Druck und Publikations GmbH verlegte Publikationen anderer Künstler.

## Werk
Werke (Auswahl)
- KG o. T. 52/2000, Pochoir, 100 × 70 cm, 2000, Bayerische Staatsgemäldesammlungen –Sammlung Moderne Kunst in der Pinakothek der Moderne München, Inv. nr. KM 1783
- KG-RW (2-teilig), Linolschnitt, 100 × 75 cm, 2006, Bayerische Staatsgemäldesammlungen – Sammlung Moderne Kunst in der Pinakothek der Moderne München, Inv. nr. KM 2103
- KG 77, Lithographie (6/30), 61 × 80,4 cm, 2017, Domschatz- und Diözesanmuseum (Passau)
- O. T., Lithographie (2/4), 39,6 × 35 cm, 2000, Domschatz- und Diözesanmuseum Passau

Veröffentlichungen
- Texte und Sprechstücke mit Fotos und Offsetlithographien. Verlag Kunst & Alltag, München 1990. Vorzugsexemplar mit vom Künstler signierter und datierter Originallithographie, Auflage: 20.[3]
- Sprechstück:  „Rezepturreparatur in drei Phasen.“  2017.[4]
- Sprechstück:  „Tellergroße ambivalente Großglaskorrektur.“[5]

Ausstellungen (Auswahl)
- 2025 Passau: „Suppe in den Ozean – Karl Imhof“, Kunstverein Passau, Sankt Anna-Kapelle

## Auszeichnungen
- Kunstpreis der Landeshauptstadt München 1986
- Seerosenpreis der Landeshauptstadt München 2012